# Thymus pulegioides
Thymus pulegioides es una planta aromática de la familia de las lamiáceas.

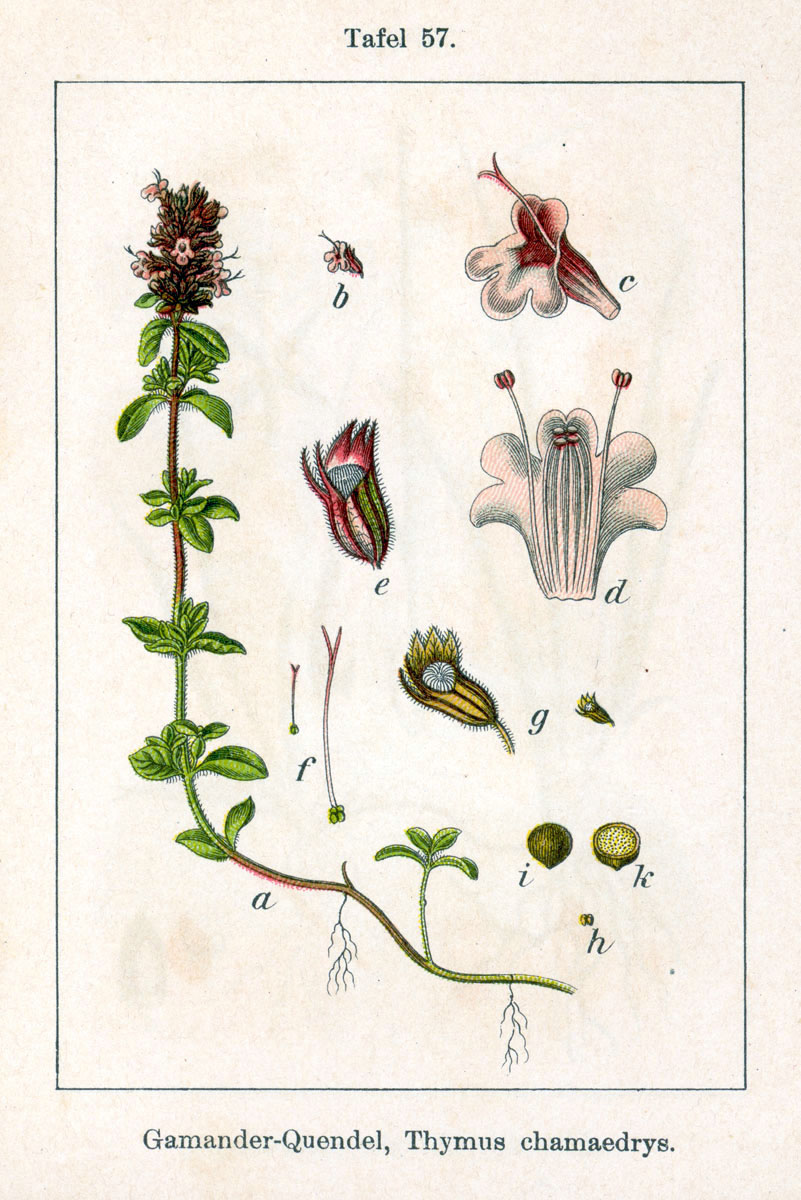
Ilustración

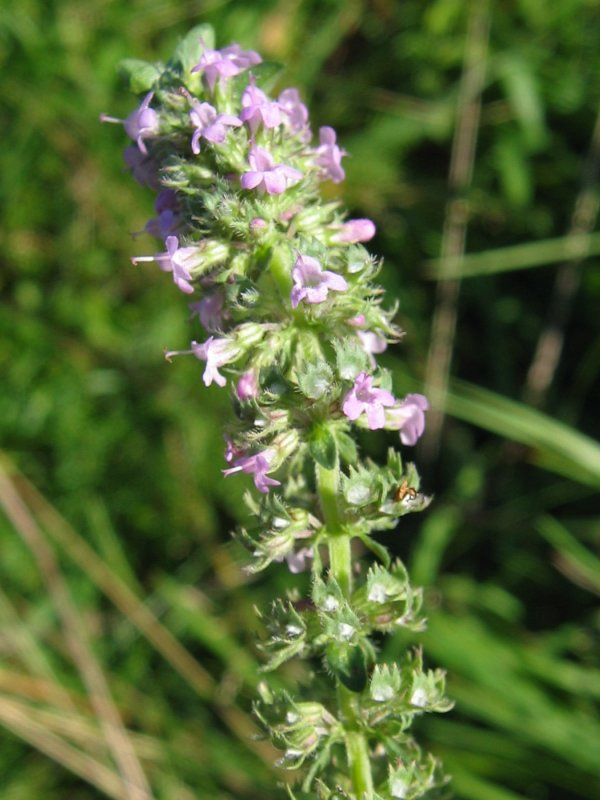
Inflorescencia

## Caracteres
Es parecida al serpol, pero con tallo floral cuadrangular, pelosa sólo en los ángulos y estolones ausentes, tallos de hasta 25 cm o más, a veces ramosos. Hojas ovadas, romas, normalmente pelosas en la base. Flores morado rosas, de hasta 6 mm aproximadamente, normalmente en una inflorescencia alargada, interrumpida debajo. Dientes calicinos pelosos en el margen. Especie muy variable. Florece desde finales de primavera y en verano.

## Hábitat
Praderas secas, junto a caminos.

## Distribución
Toda Europa, excepto Islandia y Turquía.

## Taxonomía
Thymus pulegioides fue descrita por Carlos Linneo y publicado en Species Plantarum 2: 592. 1753.
Citología
Número de cromosomas de Thymus pulegioides (Fam. Labiatae) y táxones infraespecíficos: 2n=28
Etimología
Ver: Thymus
pulegioides: epíteto latíno que significa "como el poleo".
Variedades
- Thymus pulegioides subsp. chamaedrys (Fr.) Gusul.
- Thymus pulegioides subsp. effusus (Host) Ronniger
- Thymus pulegioides subsp. montanus (Benth.) Ronniger
- Thymus pulegioides subsp. pannonicus (All.) Kerguélen
- Thymus pulegioides subsp. pulegioides

Sinonimia
subsp. chamaedrys (Fr.) Gusul.
- Serpyllum chamaedrys (Fr.) Fourr.
- Thymus chamaedrys Fr.
- Thymus mughicolus (Beck) Dalla Torre
- Thymus ovatus Mill.
- Thymus parvifolius Opiz ex Déségl.
- Thymus pulegioides auct.
- Thymus rochelianus Celak.
- Thymus sylvestris Schreb.
- Thymus ucrainicus (Klokov & Des.-Shost.) Klokov

subsp. effusus (Host) Ronniger
- Thymus effusus Host

subsp. montanus (Benth.) Ronniger
- Thymus amplificatus (Schur) Dalla Torre & Sarnth.
- Thymus clandestinus Schur
- Thymus danubialis (Simonk.) Simonk.
- Thymus enervius Klokov
- Thymus istriacus Heinr.Braun
- Thymus montanus Waldst. & Kit.
- Thymus parviflorus Opiz

subsp. pannonicus (All.) Kerguélen
- Thymus amictus Klokov
- Thymus calvifrons Borbás & Heinr.Braun
- Thymus carniolicus Borbás ex Déségl.
- Thymus eisensteinianus Opiz
- Thymus froelichianus Opiz
- Thymus latifolius (Besser) Andrz.
- Thymus loevyanus auct.
- Thymus marschallianus Willd.
- Thymus pannonicus All.
- Thymus platyphyllus Klokov
- Thymus pseudopannonicus Klokov

subsp. pulegioides
- Serpyllum lanuginosum (Mill.) Fourr.
- Thymus glaber Mill.
- Thymus glabratus Hoffmanns. & Link
- Thymus juranyianus Borbás
- Thymus lanuginosus Mill.
- Thymus oreus Charb.
- Thymus pallens Opiz ex Déségl.
- Thymus porcii Borbás[5]

## Nombres comunes
- Castellano: marefollo, poleo, sarapollo, serpol, sérpol, te fino, tomillo, tomillo de prado, té, té de la sierra, té de sierra, té fino, té morado, té moruno, zarapollo.[6]